# Ignaz Herbst
Ignaz Herbst   (Würzburg, 25 de febrer de 1877 - 23 d'octubre de 1954) fou un compositor alemany.
Estudià en el Conservatori reial de la seva ciutat natal amb el professor Kliebert, i en l'escola de composició de Cyrill Kistler a Bad Kissingen. Acabats aquests estudis fou nomenat professor de l'Escola de Música de Bruchsal (Baden), on introduí els concerts simfònics. Com que no trobava els mitjà de vida que necessitava, resolgué dedicar-se al teatre, i va compondre primerament per alguns petits teatres de Suïssa i més tard a Hannover.
Des de 1908 fou conferenciant i lector de la Deutsch.-oesterr. Autorenverband. Compongué les òperes Súndflut; Mohameds Fluch; Tsachandrika; Helis; Seelenopfer; Ahasver i. Rom; Johannisnachtzauber, Phahmai; Rama; Severa; Hayd; Musa; Böcklin-Sinf.
A més, va compondre, simfonies, poemes simfònics, misteris, concerts per a violí, gran nombre de cantates, entre ells el cicle Aus d. Heilinglum der Schönheit, obres corals per a veus d'homes, etc. Com a escriptor se li deu l'obra Die Chromatik.